# Kaval
Pour l’article ayant un titre homophone, voir Cavale.
Le kaval, kavalli, kavâla ou kawala est une flûte oblique diatonique ou chromatique selon la région, jouée dans les musiques traditionnelles des Balkans (Serbie, Bulgarie, Macédoine, Roumanie, Albanie, Grèce), de Turquie, d'Arménie et d'Égypte. Le tzamàra est un autre nom donné en Grèce.
Le caval diatonique ou flûte droite, se joue en Roumanie quant à lui. Il possède 5 trous.
Le šupelka est très semblable au kaval, mais plus court, avec seulement 6 trous. 
Il ne faut pas le confondre avec le ney turc qui est en roseau avec une embouchure en corne, et qui ne se rencontre pas en Europe, ni avec le nay arabe, au jeu et à la destination différente.

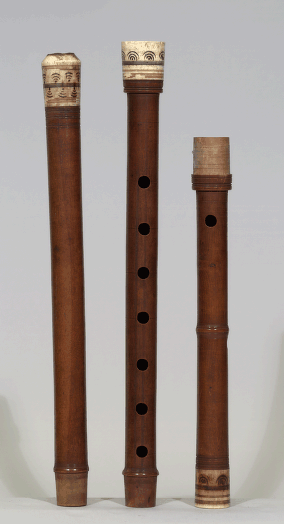
Kaval (désassemblé en trois parties)

## Kavalbulgare

### Facture
Cette flûte oblique chromatique (1/2 ton par trou), de 45 à 90 cm de long, est faite en bois d'arbre fruitier (cerisier, alisier, grenadillo...) ou en palissandre, mais il en existe aussi en roseau (Arundo Donax), métal ou plastique. Le kaval bulgare est en trois parties assemblées comme une clarinette, avec des renforts en corne de vache et des décorations en métal, alors que le kaval macédonien est en une seule pièce de bois. Le kaval bulgare existe principalement en ré et plus rarement en do.
Comme le ney, le kaval est ouvert aux deux extrémités, et on en joue en soufflant dans la tête biseautée. Il est percé de huit trous (dont un trou derrière) et de quatre trous du diable en bas de la flûte. Ces derniers sont supposés améliorer le ton et les intonations.
Un conte du folklore bulgare[Lequel ?][réf. nécessaire] raconte que le diable était excédé par le son de la flûte d'un berger. Lorsque le berger s'assoupit, le diable en profita pour percer la flûte mais au lieu de la détruire, ces trous améliorèrent la qualité sonore contrecarrant ainsi les plans du diable.

### Jeu
La difficulté est la même que celle présentée par toute flûte à col ouvert, sans tuyau ou conduit. Ce sont les lèvres qui doivent former le conduit qui permettra à l'air de venir buter de manière correcte contre le biseau de la flûte, d'où ce son particulier, venteux (gagnene).
Ce sont principalement les musiques traditionnelles qui sont jouées sur cet instrument pastoral à l'origine, souvent utilisé par paires, l'un servant de bourdon. L'ambitus du kaval bulgare est de deux octaves et demi.

## Cavalroumain
Contrairement au kaval bulgare oblique et ouvert, le caval roumain est une flûte droite fermée par un bouchon entaillé en biseau pour laisser passer l'air, tout comme la petite flûte à 6 trous d'Olténie plus répandue de nos jours (fluier drept cu dop). 
Le caval tombe en désuétude, comme les autres flûtes de Roumanie, principalement à cause de son faible volume sonore et de ses possibilités modales limitées.

### Facture
Le corps est en bois percé de cinq trous. Dotés d'un sixième trou, les cavals moldaves permettent de jouer, au choix, la quarte juste ou augmentée.
L'embouchure est munie d'un conduit, qui s'ouvre sur une fenêtre placée à l'opposé des trous, du côté du joueur. Cela lui permet de modifier l'ouverture (donc, le son) avec sa lèvre inférieure. Cette technique ajoute une distorsion aux notes graves, et permet d'alterner rapidement entre un timbre doux et un autre, saturé d'harmoniques et de souffle. Le second timbre est nécessaire pour sortir les notes les plus graves de l'instrument à un niveau audible.

### Jeu
On le joue habituellement dans deux modes différents :
- le mode dorien avec quarte augmentée (c'est le plus répandu)
- le mode phrygien : mêmes notes que le mode précédent mais en commençant sur le second degré. C'est un mode plus rare, pratiqué surtout dans le sud du pays, en Dobrogea.

Le répertoire du caval est constitué principalement de danses anciennes et de doinas.

## Kawalaégyptien
Instrument rare souvent confondu avec le nay arabe.

### Facture
Il est en roseau de 40 cm, avec six trous de jeu et des nœuds rehaussés de bagues.

### Jeu
il est tenu et joué en oblique, et accompagne tout autant la musique pastorale que celle liturgique.